# Ceratade
Ceratade (in greco antico: Κοιρατάδας?, Koiratàdas; Tebe, metà V secolo a.C. – dopo il 400 a.C.) è stato un militare greco antico che fu al comando di alcuni contingenti beoti sotto il comando di Clearco, l'armosta spartano di Bisanzio, quando la città venne assediata dagli Ateniesi (408 a.C.).

## Biografia
Secondo Senofonte Clearco, quando attraversò l'Asia per ottenere soldi dal satrapo Farnabazo e per raccogliere delle truppe, lasciò il comando della guarnigione ad Elisso di Megara e a Ceratade, i quali poco dopo furono costretti ad arrendersi quando alcune fazioni all'interno della città aprirono le porte ad Alcibiade; furono portati ad Atene ma, durante lo sbarco al Pireo, Ceratade riuscì a fuggire tra la folla e si rifugiò al presidio spartano di Decelea.
Diodoro Siculo e Plutarco non nominano né Elisso né Ceratade.
Nel 400 a.C., quando i Diecimila arrivarono a Bisanzio, Ceratade, che viaggiava per la Grecia in cerca di occupazione come generale, fece in modo che i soldati scegliessero lui come loro comandante, promettendo di condurli in Tracia e di fornire loro abbondanti vivande.
Quasi subito, però, si scoprì che non aveva mezzi per sostenere l'esercito anche per un solo giorno e fu costretto ad abbandonare la guida delle truppe.